# Локчимський ВТТ
Локчимський ВТТ (рос. Локчимлаг) — структурна одиниця системи виправно-трудових таборів Народного комісаріату внутрішніх справ СРСР (ГУЛАГ НКВД).

Час існування: організований 16.08.37, начальник Юхим (рос. Ефим) Давидович Вуль ;

закритий 17.08.40 (всі табірні підрозділи і виробництво передані Усть-Вимському ВТТ).
Знаходився в Сиктивкарському районі. Після ліквідації Локчимського ЛТТ в табірному поселенні Нідзь полишили на неминучу смерть старечих людей та інвалідів.

## Виконувані роботи
- лісозаготівельні роботи в приписних лісах Комі АРСР у верхів'ях р. Вичегди загальною площею 3463 000 га,
- лісосплав по річках басейну Північної Двіни і Вичегди.